# 서울은정초등학교
서울은정초등학교는 대한민국 서울특별시 양천구 신정동에 위치한 초등학교이다.

## 학교 연혁
- 1995년 6월 5일: 설립인가
- 1996년 7월 10일: 개교
- 1997년 2월 19일: 1회 졸업식